# FC Luzern
FC Luzern (francouzsky FC Lucerne) je švýcarský fotbalový klub z německy mluvící části země, z lucernského kantonu. Jednou vyhrál švýcarskou ligu (1989), dvakrát švýcarský pohár (1960, 1992) a v sezóně 1960/61 hrál čtvrtfinále Poháru vítězů pohárů (kam byl ovšem nasazen přímo). Jinak se mu v evropských pohárech dosud nepodařilo přejít 2. kolo.

## Výsledky v evropských pohárech
| Sezóna  | Soutěž | Kolo | Soupeř                    | 1. zápas | 2. zápas | Celkem |
| ------- | ------ | ---- | ------------------------- | -------- | -------- | ------ |
| 1960/61 | PVP    | Č    | ACF Fiorentina            | 0:3      | 2:6      | 2:9    |
| 1986/87 | UEFA   | 1    | FC Spartak Moskva         | 0:0      | 0:1      | 0:1    |
| 1989/90 | PMEZ   | 1    | PSV Eindhoven             | 0:3      | 0:2      | 0:5    |
| 1990/91 | UEFA   | 1    | MTK Budapešť              | 1:1      | 1:2      | 2:3    |
|         |        | 2    | VfB Admira Wacker Mödling | 0:1      | 1:1      | 1:2    |
| 1992/93 | PVP    | 1    | PFC Levski Sofia          | 1:2      | 1:0      | 2:2    |
|         |        | 2    | Feyenoord Rotterdam       | 1:0      | 1:4      | 2:4    |
| 1997/98 | PVP    | 1    | SK Slavia Praha           | 2:4      | 0:2      | 2:6    |
| 2010/11 | EL     | 3 př | FC Utrecht                | 0:1      | 1:3      | 1:4    |